# يوزاف ديتريش
يوزاف «سيب» ديتريش (21 أبريل 1966 28 مايو 1892). كان واحدا من جنود ألمانيا النازية وأمر بتشكيلات يصل إلى مستوى جيش خلال الحرب العالمية الثانية. قبل 1929 كان سائقا ل أدولف هتلر وحارسه الشخصي لكنه لم يتلق ترويجا سريعا بعد مشاركته في جريمة قتل المعارضين لهتلر السياسيين في ليلة السكاكين الطويلة. بعد الحرب، زج في السجن من قبل الولايات المتحدة بتهمة ارتكاب جرائم حرب وتهمة القتل.

## روابط خارجية
- يوزاف ديتريش على موقع IMDb (الإنجليزية)
- يوزاف ديتريش على موقع الموسوعة البريطانية (الإنجليزية)
- يوزاف ديتريش على موقع مونزينجر (الألمانية)
- يوزاف ديتريش على موقع إن إن دي بي (الإنجليزية)
- يوزاف ديتريش على موقع قاعدة بيانات الفيلم (الإنجليزية)
- يوزاف ديتريش على موقع كينوبويسك (الروسية)